# Dmytro Jakuschyn
Dmytro Wiktorowytsch Jakuschyn (ukrainisch Дмитро Вікторович Якушин, russisch Дмитрий Викторович Якушин Dmitri Wiktorowitsch Jakuschin; * 21. Januar 1978 in Charkiw, Ukrainische SSR, Sowjetunion) ist ein ehemaliger ukrainischer Eishockeyspieler, der nach seinem Karriereende als Trainer arbeitete.

## Karriere
Dmytro Jakuschyn begann seine Karriere als Eishockeyspieler bei Druschba-78 Charkiw in seiner Geburtsstadt. 1995 ging er nach Kanada zu den Pembroke Lumber Kings in die Central Junior Hockey League. Nachdem er beim CHL Import Draft als insgesamt dritter Spieler gezogen worden war, wechselte er in die kanadische Juniorenliga Western Hockey League, in der er von 1996 bis 1998 für seiben Draftverein Edmonton Ice und die Regina Pats aktiv war. Zuvor war er bereits im NHL Entry Draft 1996 in der sechsten Runde als insgesamt 140. Spieler von den Toronto Maple Leafs ausgewählt worden. Für deren Farmteam, die St. John’s Maple Leafs lief er von 1998 bis 2003 in der American Hockey League auf, wobei er zwischenzeitlich in der Saison 2001/02 beim HK Sokol Kiew in der East European Hockey League und HK Donbass Donezk in der ukrainischen Eishockeyliga unter Vertrag stand. Für die Toronto Maple Leafs kam der Verteidiger in der Saison 1999/2000 zu seinen einzigen beiden Einsätzen in der National Hockey League.
Die Saison 2003/04 verbrachte Jakuschyn bei AaB Ishockey in der dänischen AL-Bank Ligaen. Es folgte ein Jahr beim HK Chimwolokno Mahiljou in der belarussischen Extraliga, ehe er in der Saison 2005/06 erneut in Aalborg auf dem Eis stand. Von 2006 bis 2008 spielte der Linksschütze je eine Spielzeit lang für HK Njoman Hrodna und den HK Keramin Minsk in Belarus, wobei er mit Keramin Minsk belarussischer Meister wurde. Die Saison 2008/09 verbrachte der ehemalige Nationalspieler bei seinem Ex-Club HK Sokol Kiew, für den er in der Wysschaja Liga, der zweiten russischen Spielklasse aktiv war, aber auch in den Playoffs der ukrainischen Liga spielte und so ukrainischer Meister wurde. Nach einer Saison beim HK Homel in der belarussischen Extraliga, unterschrieb er zunächst einen Vertrag für die Saison 2010/11 beim neu gegründeten HK Budiwelnik Kiew aus der Kontinentalen Hockey-Liga. Nachdem dieser aufgrund von Verzögerungen bei der Stadionrenovierung den Spielbetrieb in der KHL nicht aufnehmen konnte, blieb er zunächst beim HK Homel, wechselte jedoch im Laufe der Saison 2010/11 zu dessen Ligarivalen Metallurg Schlobin. 
Nach seinem Karriereende war 2011 bis 2013 Cheftrainer beim HK Charkiwski Akuly und dessen Nachfolgeklub Dinamo Charkiw, für den er auch noch zweimal selbst auflief, tätig.

### International
Für die Ukraine nahm Jakuschyn an der A-Weltmeisterschaft 2000 sowie den Weltmeisterschaften der Division I 2008 und 2009 teil.

## Erfolge und Auszeichnungen
- 2008 Belarussischer Meister mit dem HK Keramin Minsk
- 2009 Ukrainischer Meister mit dem HK Sokil Kiew